# 贵阳火车站 (地铁)
贵阳火车站是贵阳轨道交通1号线的地铁车站，位于中华人民共和国贵州省贵阳市南明区国铁贵阳站北侧地下，2018年12月1日投入运营。
2009年，贵阳轨道交通1号线开始筹建。2010年9月3日《贵州市城市快速轨道交通建设规划》经国务院批准下达批复，并开始起步建设。项目成为2013年度西部开发新开工重点工程，总投资为193.7亿元人民币。贵阳火车站为中间站。

## 車站週邊

### 火车站
- 贵阳站